# Ono-i-Lau
Ono-i-Lau es un grupo de islas dentro de un sistema de arrecifes de coral en el archipiélago fiyiano de las islas Lau (ono significa "seis" en las lenguas fiyianas). Hay tres islas volcánicas centrales: Onolevu, Doi (o Ndoi) y Ndavura, las partes más altas de la estructura volcánica se alzan desde el Lau Ridge a poco más de 1000 metros (3300 pies) por debajo del nivel del mar y sobre las cuales se elevan el arrecife y otras islas. Hay también tres grupos de islotes coralinos de piedra caliza, Yanuya (50 islotes) y Mana (46 islotes) en el filón de la barrera y Niuta (7 islotes minúsculos). Un cayo de arena, Udui, no se cuenta como una de las seis "islas".
El grupo es una de las formaciones más australes de las islas Lau; ocupa un área de 7,9 kilómetros cuadrados (3,1 millas cuadradas). Tiene una elevación máxima de 113 metros (371 pies). Está a 90 kilómetros al suroeste de Vatoa, la isla más grande más cercana.
Hay cuatro aldeas en el grupo - Nukuni y Lovoni adyacentes y Matokana en Onolevu, la isla más grande, y Doi en Doi.

## Historia
En este grupo se produjo de la primera comunicación registrada entre los fiyianos y los europeos, realizada por el capitán William Oliver y los hombres del Matavy en junio de 1791.